# Glauburg
Glauburg è un comune tedesco di 3 090 abitanti situato nel land dell'Assia.